# 137가-시티 칼리지역
137가-시티 칼리지역은 1904년에 개통한 미국의 철도역이다.

## 역 주변
- 시티 칼리지 오브 뉴욕
- 리버뱅크주립공원